# Magyar ortodox templom (Kecskemét)
A kecskeméti Görögkeleti templom, más néven Magyar ortodox templom vagy Szentháromság templom a város ortodox keresztény hitéletének központja, a Belváros egyik meghatározó épülete.

## Története
A kecskeméti görög kereskedők már a 17. század vége felé jelentős szerepet játszottak a város életében. 1708 májusában huszonhat kereskedő kompániát is alakított, amely gazdasági tevékenységei mellett kulturális feladatokat is ellátott. Ebből az esztendőből való a templom legrégibb antimenzionja (liturgikus célokat szolgáló oltártakarója) is, mivel a görögök már ekkoriban imaházat rendeztek be egy bolthelyiségben, majd egy magánháznál. Egyházközségüket már a Rákóczi-szabadságharc idején megalapították, mely szabadságharcban a fejedelmet támogatták, aki viszonzásképpen szabadkereskedelmi jogokat adományozott nekik. A 18. század a kecskeméti görög élet fellendülésének időszaka: iskolát alapítanak, megkezdik a templom építésének előkészületeit, egyházi könyvtárat hoznak létre és azt folyamatosan gyarapítják, papjaikat pedig görög területekről, főképp monostorokból hívják meg egyházi szolgálatra. Számos gazdasági megszorítás után a görögök végül a 19. század húszas éveiben nyertek teljes polgárjogot Kecskeméten. 1800-ban már a tervet is elkészíttették Fischer Boldizsárral - a Nagytemplom pallérjával - ám az építkezés csak negyedszázad elteltével indulhatott meg fia, Fischer Ágoston kőművesmester vezetésével. Az új templomot végül 1824-1829 között építették klasszicizáló késő barokk stílusban, a helyi görög közösség és Kecskemét város adományaiból, (a kőfaragómunkát és ikonosztázt kivéve) helybeli iparosok munkájával. Az így elkészült díszes templomot 1829. szeptember 3-án (az akkor használatos ónaptár szerint augusztus 22-én) Sztankovics István budai püspök szentelte fel nagy ünnepség keretében.

## Leírása

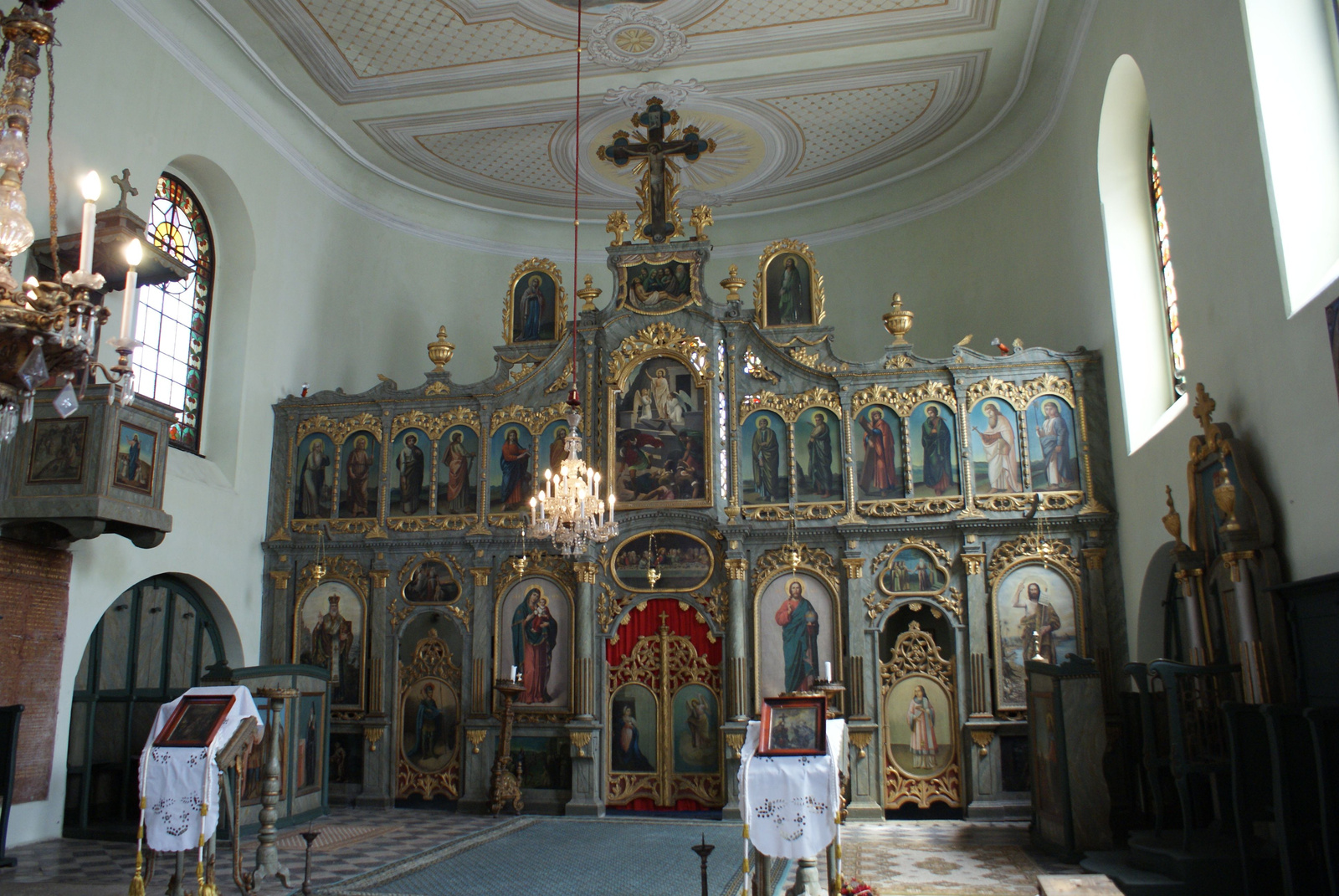
Ikonosztáz

A templom egyhajós, a belső tér, melyet két oldalt három-három boltíves ablak világít meg, bejárattal szemben lévő oldalánál áll a 20 ikonból álló képfal, Pádics Pál miskolci ikonkészítő mester munkája. Az ikonosztáztól jobbra áll a szószék, melynek tetején kereszt található. Görögkeleti szokás szerint a templomban nincsenek ülőhelyek, csupán néhány támaszkodószéket találhatunk, az idősek, betegek részére.
A templom mellett működik a Görög Egyházművészeti Múzeum, ahol a magyarországi ortodox templomok egykori elfekvő készleteinek gyűjteményét, kegytárgyait, könyveit, ikonjait lehet megtekinteni. A templom helyén állt Hornyik János szülőháza, ennek emlékét az épület falán emléktábla őrzi.

## Harangok
A templomnak eredetileg 3 harangja volt, melyeket az egyház még 1787-ben öntetett. Két nagyobb, 159 és 59 fontos harangját 1918-ban hadicélokra rekvirálták. Napjainkban csak legkisebb, 19,5 fontos harangja van meg. A harang kötéllel, kézzel szólaltatható meg felülütős módon. Valamennyi tartozéka (nyelve, járma) eredeti. Egyes kutatások szerint ez Kecskemét legrégebbi időkből származó harangja.

## Jelene
Mivel Kecskeméten mára nagyon alacsony az ortodox lakosok száma, ezért csak hetente kétszer van istentisztelet: vasárnap délelőtt 10 órakor szent liturgia, szombaton 17 órakor vecsernye.

## Külső hivatkozások
- A templomról a Patriarchátus.hu-n